# Partido di Monte
Il partido di Monte è un dipartimento (partido) dell'Argentina facente parte della provincia di Buenos Aires. Il capoluogo è San Miguel del Monte.